# A Kid from Tibet
A Kid from Tibet (Cinese: 西藏小子) è un film del 1991 diretto da Yuen Biao.
Il film, d'azione sulle arti marziali di Hong Kong, presenta altri due ex membri dei Seven Little Fortunes: Yuen Wah nei panni di uno stregone malvagio e un'apparizione cameo di Jackie Chan. A Kid From Tibet è l'unico film fino ad oggi diretto da Yuen (sebbene sia stato co-regista nella serie Manga Kujaku l'esorcista). Il film è stato girato a Taiwan, Hong Kong e in parte in Tibet. 

## Trama
Quando la malvagia setta della "Sezione Nera del Budda Esoterico" aveva tentato di invadere il Tibet anni prima, i monaci tibetani avevano usato un potente oggetto magico, la "Bottiglia d'oro di Babu" per espellerli. Il maestro tibetano (Wu Ma) ha il tappo della bottiglia e desidera riunirlo alla bottiglia, ma anche la Sezione Nera la cerca. Wu Ma manda un giovane monaco, Wong La (Yuen Biao) a Hong Kong per recuperare la sacra bottiglia, in possesso di un avvocato storpio di nome Robinson (Roy Chiao).
Wong incontra e protegge una donna, Chiu Seng-Neng (Michelle Reis), che funge da agente per l'avvocato, e la Sezione Nera lotta per ottenere la bottiglia magica. Molto divertente è il fatto che Wong non conosca nulla del mondo moderno, essendo sempre stato confinato nel suo tempio Buddhista. Il ragazzo dice sempre la verità, anche quando non dovrebbe. Celebre la scena all'aeroporto, quando tira fuori una pistola, per non mentire secondo il codice buddista, spaventando tutti.
Il leader della Sezione Nera (Yuen Wah) viene a sapere della consegna prevista e cerca di procurarsi la "Bottiglia d'Oro di Babu", in coppia con sua sorella (Nina Li Chi), con un abbigliamento simile a Cat Woman.